# Brühl (Friburgo)
Brühl es un barrio en el norte de Friburgo de Brisgovia en Baden-Wurtemberg, Alemania. La parte más grande del barrio pertenece al Industriegebiet Nord (traducido: Zona Industrial Norte). También la Feria de Friburgo con su plaza y palacio de ferias pertenece a la zona industrial. Al lado se encuentra el aeropuerto de Friburgo.

## Enlaces
- Wikimedia Commons alberga una categoría multimedia sobre Brühl (Friburgo).